# プランク質量
プランク質量（プランクしつりょう、英: Planck mass）は、プランク単位系における質量である。プランク質量 mP（単位 : gP） の値は以下である。
{\displaystyle 1_{\,}{\mbox{g}}_{p}={\sqrt {\frac {c\hbar }{G}}}=2.176\ 470(51)\times 10^{-8}\,{\mbox{kg}}}
ここで、括弧内に書かれた数字は、最後の2桁についての標準不確かさを示す。つまり、(2.176470±0.000051)×10−8 kg という意味である。c は真空中の光速度、{\displaystyle \hbar }はディラック定数、G は万有引力定数である。
1gPはコンプトン波長を{\displaystyle \pi }で割ったものとシュヴァルツシルト半径とが一致する質量である。その長さは1mPである。
他の自然単位の値が非常に小さいか大きいかであるのとは異なり、プランク質量の値はほぼ人間が取り扱えるスケール内にある。すなわち、1gPは一般的なコピー用紙（坪量 64g/m2）を 1mm×0.3mm に切ったものの質量くらいである。